# Fontaine Moljković à Kremna
La fontaine Moljković à Kremna (en serbe cyrillique : Мољковића чесма у Кремни ; en serbe latin : Moljkovića česma u Kremni) se trouve à Užice, sur le territoire de la Ville d'Užice et dans le district de Zlatibor, en Serbie. Elle est inscrite sur la liste des monuments culturels protégés de la République de Serbie (identifiant no SK 1666),.

## Présentation
La fontaine a été construite en 1858 pour Radovan Moljković, près de l'ancienne route de Kiridžija, en face du vieux han (auberge) de la ville.
Réalisée par le célèbre maître Radosav Čikirez originaire de la région de Dragačevo, elle a été construite en pierres de taille, intégrant une stèle romaine provenant d'une nécropole voisine. L'eau coule dans deux vasques où pouvaient autrefois s'abreuver le bétail et les chevaux du caravansérail.
Au-dessus des deux tuyaux conduisant l'eau dans les bassins se trouve une inscription mentionnant le donateur de la fontaine et la date de sa construction.